# Bromheadia brevifolia
Bromheadia brevifolia är en orkidéart som beskrevs av Henry Nicholas Ridley. Bromheadia brevifolia ingår i släktet Bromheadia och familjen orkidéer. Inga underarter finns listade i Catalogue of Life.